# Quận Conway, Arkansas
Quận Conway là một quận thuộc tiểu bang Arkansas, Hoa Kỳ.
Quận này được đặt tên theo Henry Wharton Conway. Theo điều tra dân số của Cục điều tra dân số Hoa Kỳ năm 2000, quận có dân số 20.336 người. Quận lỵ đóng ở Morrilton.6

## Địa lý
Theo Cục điều tra dân số Hoa Kỳ, quận có diện tích 567 dặm vuông Anh (1.468,5 km2), trong đó có 11 dặm vuông Anh (28,5 km2) là diện tích mặt nước.

### Các xa lộ chính
- Interstate 40
- U.S. Highway 64
- Highway 9
- Highway 92
- Highway 95
- Highway 124
- Highway 154

### Quận giáp ranh
- Quận Van Buren (bắc)
- Quận Faulkner (đông)
- Quận Perry (nam)
- Quận Yell (tây nam)
- Quận Pope (tây)